# Домбский, Ян Креститель
 Ян Креститель Домбский (пол. Jan Chrzciciel Dąmbski; 1731 — 5 апреля 1812, Качкув) — польский государственный и военный деятель, генерал-майор, последний каштелян иновроцлавский.

## Биография
Представитель польского шляхетского рода Домбских герба «Годземба». Сын воеводы серадзского Казимира Юзефа Домбского (1701—1765) и Ядвиги Домбской (1710—1767), дочери Войцеха Домбского.
С ранней юности он служил в польской армии. С 1757 года — полковник коронных войск, затем генерал-майор и генерал-адъютант. В 1764 году он был избран послом (депутатом) от Иновроцлавского воеводства на Сейм Репнина.
В 1779 году после отставки Анджея Мокороновского Ян Креститель Домбский получил должность генерального инспектора коронной кавалерии. В августе 1781 года Ян Креститель Домбский отказался от чина генерального инспектора кавалерии в пользу Каетана Миончинского.
16 декабря 1782 года после смерти Франтишека Мечковского он был назначен каштеляном конарско-куявским. 20 января 1783 года Ян Креститель Домбский получил должность каштеляна ковальского.
С 1783 по 1795 год — каштелян иновроцлавский.
За свои заслуги он был награжден орденом Святого Станислава (1779) и ордена Белого орла (1785).

## Семья и дети
Был трижды женат.
1) Имя и фамилия его первой жены не известны.
2) Марианна Миер, дочь Вильгельма Миера. Дети от второго брака:
- Анна Аниела, жена Антония Дезидерия Бесекерского, хорунжего иновроцлавского

3) Тереза Магдалена Вольская
- Юлия
- Томас, офицер польской армии
- сын (имя неизвестно).